# Ichthyoelephas humeralis
Ichthyoelephas humeralis är en fiskart som först beskrevs av Günther, 1860.  Ichthyoelephas humeralis ingår i släktet Ichthyoelephas och familjen Prochilodontidae. Inga underarter finns listade i Catalogue of Life.